# Joe Lo Truglio
Joseph Lo Truglio, dit Joe Lo Truglio, est un acteur, scénariste, producteur de télévision et humoriste américain, né le 2 décembre 1970 dans le Queens (New York).
Rendu célèbre en tant qu'interprète de Charles Boyle dans la série télévisée Brooklyn Nine-Nine, il fait ses débuts au cinéma en apparaissant dans des films tels que Wet Hot American Summer (2001), SuperGrave (2007), Les Grands Frères (2008) et Paul (2011). Il prête également sa voix au personnage de Vincenzo Cilli dans le jeu vidéo Grand Theft Auto: Liberty City Stories.

## Biographie

### Jeunesse et études
Lo Truglio naît dans le quartier d'Ozone Park, dans le Queens (New York), de parents italo-irlandais. Il grandit à Margate, au nord-ouest de Fort Lauderdale, en Floride, où il est diplômé de la Coconut Creek High School.
Il rencontre de nombreux futurs participants à la série de MTV The State (en) à l'université de New York, avec lesquels il est membre du club de comédie de l'université. Le club comprend alors des acteurs comme David Wain, Michael Showalter, Michael Patrick Jann, Ken Marino et Thomas Lennon.

### Carrière

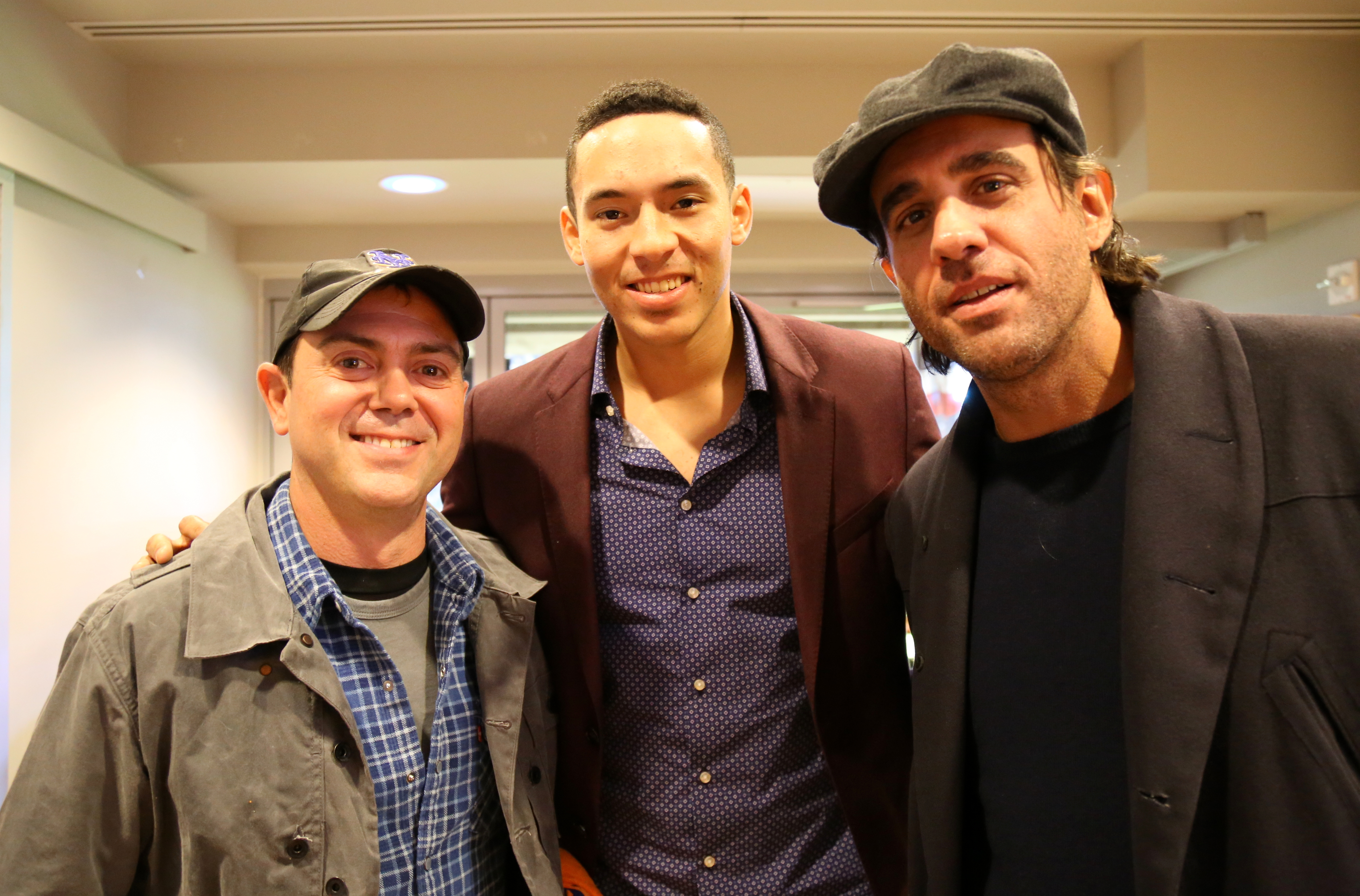
Joe Lo Truglio (à gauche) aux côtés de Carlos Correa et Bobby Cannavale en 2015.

Lo Truglio n'est pas seulement l'auteur et l'acteur de nombreux sketchs pour The State (en), mais en est aussi l'animateur. Après l'arrêt de la série en 1995, il fait de nombreuses apparitions dans des séries américaines des années 2000 et 2010. Il apparaît notamment dans vingt-cinq épisodes de Reno 911, n'appelez pas ! entre 2005 et 2020, cinq épisodes de Sons of Tucson en 2010, huit épisodes de Free Agents de 2011 à 2012 et deux épisodes de How I Met Your Mother en 2012. En 2013, il fait ses débuts dans le rôle de Charles Boyle dans Brooklyn Nine-Nine.

### Vie privée
Joe Lo Truglio se marie à l'actrice Beth Dover le 19 avril 2014, dans le comté de San Luis Obispo en Californie. Ils ont un fils.

## Filmographie

### Cinéma
- 2001 : Wet Hot American Summer de David Wain : Neil
- 2005 : Hitch, expert en séduction (Hitch) d'Andy Tennant : l'homme fan de musique
- 2006 : Beer League de Frank Sebastino : Dave
- 2007 : The Ten de David Wain : Paul
- 2007 : SuperGrave (Superbad) de Greg Mottola : Francis, le chauffeur
- 2008 : Papa, la Fac et moi (College Road Trip) de Roger Kumble : Dave
- 2008 : Les Grands Frères (Role Models) de David Wain : Michael Kuzzik
- 2008 : Délire Express (Pineapple Express) de David Gordon Green : M. Edwards
- 2009 : Fanboys de Kyle Newman : Jail Gaourd
- 2009 : I Love You, Man de John Hamburg : Lonnie
- 2010 : Les Voyages de Gulliver (Gulliver's Travels) de Rob Letterman : le fouetteur
- 2011 : Paul de Greg Mottola : O'Reilly
- 2012 : The Hit Girls (Pitch Perfect) de Jason Moore : Basse no 1
- 2012 : Peace, Love et plus si affinités (Wanderlust) de David Wain : Wayne
- 2012 : Les Mondes de Ralph (Wreck-It Ralph) de Rich Moore : Markowski (voix)
- 2014 : About Last Night de Steve Pink : Ryan Keller
- 2015 : Pitch Perfect 2 d'Elizabeth Banks : Basse no 1
- 2017 : Win It All de Joe Swanberg : Ron Garrett
- 2018 : Une drôle de fin (A Futile and Stupid Gesture) de David Wain : Brad Zotti
- 2021 : Mark, Mary + un tas d'autres gens (Mark, Mary & Some Other People) d'Hannah Marks : Chris

### Télévision
- 2000 : New York Police Judiciaire - Saison 11 Episode 2

- 2010 : Sons of Tucson : Glenn
- 2011 : American Dad! : Freddy (voix)
- 2012 : How I Met Your Mother : Honeywell (saison 8, épisodes 7 et 8)
- 2013 : Community : Mark (saison 4, épisodes 12 et 13)
- 2013 : Burning Love : Alex (23 épisodes)
- 2013-2021 : Brooklyn Nine-Nine : Charles Boyle (153 épisodes)
- 2015 : Wet Hot American Summer: First Day of Camp : Neil (mini-série)
- 2016 : New Girl : Charles Boyle (saison 6, épisode 4)
- 2017 : Wet Hot American Summer: Ten Years Later : Neil (mini-série)
- 2017 : Dice : Roger (saison 2, épisode 1)
- 2017 : Easy : Mike (saison 2, épisode 1)
- 2020 : The Comey Rule : Jeff Sessions (mini-série)

## Voix francophones
En version française, Marc Perez est la voix la plus régulière de Joe Lo Truglio, le doublant à la fois dans Brooklyn Nine-Nine, New Girl, Wet Hot American Summer, ses mini-séries dérivées First Day of Camp et Ten Years Later ou encore Une drôle de fin. Entre 2007 et 2008, Axel Kiener lui prête sa voix à deux reprises dans SuperGrave et Délire Express, tout comme Olivier Chauvel, en 2011 dans Paul puis dans Easy, en 2017.
En parallèle, plusieurs comédiens l'ont doublé à titre exceptionnel. Ainsi, Christophe Lemoine lui prête sa voix dans I Love You, Man, Michel Mella l'imite dans Sons of Tucson ainsi que Gérard Darier dans Peace, Love et plus si affinités, Roland Timsit dans How I Met Your Mother, Didier Cherbuy dans Burning Love, Éric Marchal dans About Last Night et Julien Kramer dans Win It All.